# Фараг, Альфред
Альфред Фараг (араб. ألفريد فرج‎; 
14 июня 1929, Эз-Заказик, Египет — 4 декабря 2005, Лондон, Великобритания) — египетский драматург, литературный критик, журналист и политик.

## Биография
Родился в коптской семье муниципального чиновника. Изучал английскую филологию на факультете искусств Университета Фарука I (ныне Александрийский университет). Получил основательные знания в области западного театра, влияние которого он сочетал в своих произведениях с источниками арабского литературного наследия.
Получив степень бакалавра в 1949 году, занялся преподавательской деятельностью, от которой в 1955 году отказался в пользу журналистской работы в газетах «Аль-Гомхурия», «Эль Тахрир», «Rose al-Yūsuf», при этом все больше вовлекаясь в деятельность левой оппозиции режиму.
Был назначен советником управления народной культуры при министерстве культуры. Принимал участие в создании государственного управления проектом «массовая культура» и создании творческих коллективов в Египте. Также сыграл важную роль в появлении театра в египетских провинциях, в том числе в качестве советника управления по делам театров (с 1967 года). С 1971 года был директором каирского театра комедии.
С 1959 по 1963 год за политическую деятельность подвергался арестам, именно в тюрьме написал свою пьесу «Халлак Багдад» («Багдадский цирюльник»), которую его сокамерники нелегально вынесли на свободу.
В 1973 году, подписал вместе с рядом других писателей заявление от имени левых студентов университета, задержанных режимом Садата, после чего ему запретили писать в СМИ, а постановку его пьес прекратили. А. Фараг отправился в изгнание, переехав сначала в Алжир, где с 1973 по 1979 год работал в Министерства образования и высшего образования, в том числе консультантом Департамента культуры в Оране, а затем до конца 1980-х годов жил в Лондоне. В течение многих лет вёл еженедельную колонку в газете «Аль-Ахрам», продолжал писать в нескольких жанрах, ряд его пьес имели успех как у критиков, так и в коммерческом плане.
Умер после тяжёлой болезни в Госпитале Святой Марии в Лондоне.

## Творчество
Первые стихи, рассказы и критические статьи начал писать ещё в студенческие годы. Дебютировал в печати в возрасте 26 лет, опубликовав свою первую пьесу «Падение фараона» и получив театральную постановку одноактной пьесы «Голос Египта» (1956). Затем продолжил карьеру писателя.
Автор около 52 пьес, в том числе: «Багдадский цирюльник» (1964), «Аль-Зайр Салим» (1967) и «Атва со складным ножом» (1993), ряда одноактных пьес, таких как «Голос Египта» (1956) и «Ловушка» (1965). В своих пьесах поднимал такие серьезные вопросы, как проблема национальной независимости («Послания судьи Севильи», 1987) и палестинский вопрос («Огонь и оливки», 1970).
Автор исторической трагедии «Сулейман аль-Халаби» (1965), социально-бытовых комедий и драм «Полицейские и воры» (1966), «Регистрация брака на свидетельстве о разводе» (1972), исследования о театре «Путеводитель по театру для умного зрителя».
В своём творчестве часто обращался к фольклору, творчески обрабатывая сюжеты арабских сказок: «Багдадский цирюльник» (1964), «Ленивый Бак-бак» (1966). Для А. Фарага характерен интерес к жизни народа, современным общественным отношениям, социальной борьбе.
Некоторые из его работ были переведены на немецкий и английский языки, например, «Али Джана аль-Табризи и его слуга Куффа» (1969) и др. Сам он переводил «Литературные портреты» Максима Горького (посредством английского перевода).

## Награды
- Национальная премия в 1965 году,
- Медаль в области науки и искусства первой степени в 1967 году,
- Государственная премия Египта за заслуги в 1993 году,
- Иерусалимская премия, присужденную Всеобщим союзом арабских писателей (2002, первый египетский интеллектуал, получивший такую награду).